# Iván Santos
Pour les articles homonymes, voir Santos (homonymie).
Santos  Martínez est un nom espagnol. Le premier nom de famille, en général paternel, est Santos ; le second, en général maternel, souvent omis, est Martínez.
Iván Santos Martínez est un coureur cycliste espagnol, né le 18 février 1982 à Puebla de Lillo. Il est devenu professionnel en 2005 au sein de l'équipe Liberty Seguros-Würth dont il a été membre jusqu'à sa disparition.

## Palmarès
- 2003
  - 1rea étape du Tour d'Estrémadure (contre-la-montre par équipes)
- 2004
  - Tour de la Bidassoa :
    - Classement général
    - 2e étape

  - 3e du Memorial Valenciaga